# Nadine Olonetzky
Nadine Olonetzky (* 1962 in Zürich) ist eine Schweizer Autorin und Herausgeberin. Sie schreibt zu Themen aus Fotografie, Kunst und Kulturgeschichte sowie über die Geschichte ihrer eigenen Familie. 2025 erhielt sie den Schweizer Literaturpreis vom Bundesamt für Kultur. Sie lebt in Zürich.

## Beruflicher Werdegang
Nadine Olonetzky studierte Germanistik, Geschichte und Philosophie an der Universität Bern (ohne Abschluss) und Kunst an der Schule für Gestaltung Zürich. Von 1991 bis 2012 arbeitete sie bei der Kulturzeitschrift Du, zuerst als Volontärin und ab 1993 als freie Mitarbeiterin. Sie schrieb ausserdem für den Tages-Anzeiger (1993–2005) und die NZZ am Sonntag (2003–2019) über Fotografie. 1995 und 1996 war sie am Fotomuseum Winterthur als Assistentin von Urs Stahel tätig. Als Redaktorin verantwortete sie von 1996 bis 2009 den Kunst-Insert der Literaturzeitschrift entwürfe. 
An verschiedenen Räumen organisierte sie Fotoausstellungen, unter anderem im Photoforum Pasquart Biel, im Museum im Bellpark Kriens und für die Volkart Stiftung in der Coalmine Fotogalerie in Winterthur. Sie dozierte an der Zürcher Hochschule der Künste (ZHdK), Studienbereich Visuelle Kommunikation, am Medienausbildungszentrum MAZ, Luzern, Lehrgang Pressefotografie, und an der Schule für Angewandte Linguistik (SAL) in Zürich.
Seit 2008 erstellt sie Monografien über Fotografinnen und Fotografen sowie Künstlerinnen und Künstler, bis 2025 hauptsächlich im Verlag Scheidegger & Spiess. Mehrere der von ihr herausgegebenen Bücher wurden preisgekrönt, so auch mit dem Deutschen Fotobuchpreis. Sie veröffentlichte literarische Publikationen – teilweise in Zusammenarbeit mit Kunstschaffenden – und zwei Sachbücher über Gartenkulturgeschichte.
Als Olonetzky 2019 zum Andenken ihrer jüdischen Verwandten in Stuttgart Stolpersteine setzen lassen wollte, stiess sie bei den notwendigen Archivrecherchen auf 2500 Seiten Dokumente, die allermeisten vom Landesamt für die Wiedergutmachung. Erst da erfuhr sie, dass ihr Vater und seine überlebenden drei Geschwister von 1950 bis 1974 um Entschädigung für das ihnen im Nationalsozialismus zugefügte Unrecht gekämpft hatten. Die Geschichte ihres Vaters, seine Flucht und zähe Suche nach Gerechtigkeit verwob Olonetzky in ihrem Buch Wo geht das Licht hin, wenn der Tag vergangen ist (2024, S. Fischer-Verlag) mit eigenen Kindheitserinnerungen sowie Betrachtungen ihres Gartens. Das Buch wurde seither in zahlreichen Lesungen vorgestellt und erhielt mehrere Auszeichnungen. Gelobt wurde u. a., dass es die Leser herausfordert, «die lange nachwirkenden Traumata zu verstehen, die nicht mit dem Ende des Krieges verschwanden.» Eine zusätzliche Dimension bringe ihre «einfühlsame Darstellung der Natur, speziell des Gartens, der in Nadine Olonetzkys Werk eine zentrale Rolle spielt. Der Garten wird nicht nur als Ort des Rückzugs und der Stille beschrieben, sondern auch als Raum der Reflexion und als Symbol der Zeit.» «Die Pflanzen und ihre Zyklen […] bieten gleichzeitig einen realen Anker in einer Welt, die von Verlusten und Erinnerungen geprägt ist.»

## Auszeichnungen (Auswahl)
- 2025: Schweizer Literaturpreis, Bundesamt für Kultur
- 2024: Anerkennungsbeitrag Literatur, Kanton Zürich[9]
- 2024: Auszeichnung Literatur, Stadt Zürich[10]
- 2020: Deutscher Fotobuchpreis in Gold 2020, für Mit vier Augen – Das Fotoatelier Michael und Luzzi Wolgensinger[11]
- 2018: nominiert für den Swiss Art Award in Vermittlung
- 2016: Deutscher Fotobuchpreis in Silber, für Meinrad Schade – Krieg ohne Krieg
- 2016: nominiert für den Swiss Art Award in Vermittlung
- 2012: Deutscher Fotobuchpreis in Silber 2012 für Georg Aerni – Sites & Signs
- 2006: Werkbeitrag für Literatur, Kanton Zürich
- 1996: Werkbeitrag für Literatur, Kanton Zürich

## Eigene Werke
- Wo geht das Licht hin, wenn der Tag vergangen ist. S. Fischer, Frankfurt am Main 2024, ISBN 978-3-10-397590-1.
- Belichtungen. Kommode Verlag, 2018, ISBN 978-3-9524626-6-9.
- Inspirationen: Eine Zeitreise durch die Gartengeschichte. Birkhäuser Verlag, Basel 2017, ISBN 978-3-0356-1383-4.
- Fährtenleser, mit Zeichnungen von Cécile Wick, Edition Okeanos, 2010.
- Ein Amerikaner in Luzern. Allan Porter und «camera» – eine Biografie. Pro Libro Verlag, 2007, ISBN 978-3-9523163-3-7.
- Sensationen. Eine Zeitreise durch die Gartengeschichte / Sensations – Time Travel through Garden History. Birkhäuser Verlag, 2006, ISBN 3-7643-7622-8.
- Nachtstücke. Mit Fotografien von Cécile Wick, Verlag für moderne Kunst, Nürnberg 2006, ISBN 3-936711-89-5.

## Publikationen - Herausgeberin/Autorin (Auswahl)
- Georg Aerni – Silent Transition. Hrsg. von Nadine Olonetzky und Peter Pfrunder, mit Texten von Sabine von Fischer, Nadine Olonetzky und Peter Pfrunder, Verlag Scheidegger & Spiess, 2022, ISBN 978-3-03942-074-2.
- Barbara Ellmerer – Sense of Science. Hrsg. von Nadine Olonetzky, mit Essays von Laura Corman und Nadine Olonetzky, Verlag Scheidegger & Spiess, 2021, ISBN 978-3-03942-007-0.
- Roland Iselin – Unguided Road Trip. Hrsg. und mit Essays von Nadine Olonetzky. Verlag Scheidegger & Spiess, 2017, ISBN 978-3-85881-517-0.
- Meinrad Schade – Krieg ohne Krieg / War without War – Fotografien aus der ehemaligen Sowjetunion / Photographs of the former Soviet Union. Hrsg. von Nadine Olonetzky, mit Texten von Nadine Olonetzky, Fred Ritchin, Michail Schischkin und Daniel Wechlin, Verlag Scheidegger & Spiess, 2015, ISBN 978-3-85881-452-4.
- Guido Baselgia – Light Fall / Falllicht, Fotografien 2006–2014. Hrsg. von Nadine Olonetzky, mit Texten von Andrea Gnam und Nadine Olonetzky, Verlag Scheidegger & Spiess, 2014, ISBN 978-3-85881-420-3.
- Tobias Madörin – Topos. Contemporary Global Prospects, Hrsg. und mit einem Text von Nadine Olonetzky, Verlag Scheidegger & Spiess, 2014, ISBN 978-3-85881-372-5.